# Bucznik (Rudawy Janowickie)
Bucznik (452 m n.p.m.) – wzniesienie w południowo-zachodniej Polsce, w Sudetach Zachodnich, w Rudawach Janowickch, w paśmie Wzgórz Karpnickich.

## Położenie
Wzniesienie położone jest w Sudetach Zachodnich, w zachodnio-środkowej części Rudaw Janowickch, na zachodnim krańcu pasma Wzgórz Karpnickich.  Wznosi się na zachód od centrum Karpnik.

## Charakterystyka
Wzniesienie o wyraźnie zaznaczonym wierzchołku, stanowiące odosobniony masyw, w postaci kopulastego wzniesienia o stromo opadających zboczach. Wznosi się nad zachodnim brzegiem Karpnickich Stawów, pomiędzy Karpnikami po wschodniej stronie a Łomnicą po zachodniej stronie. Położenie góry nad Karpnickimi Stawami oraz kształt góry i wyraźna część szczytowa, czynią górę rozpoznawalną w terenie.
Zbudowane jest z waryscyjskich granitów. Na szczycie wzniesienia występuje duża ilość okazałych kamieni, które w bezładzie gęsto zalegają wśród drzew. Na północno-zachodnim zboczu poniżej szczytu znajduje się urwisko skalne i niewielka skałka. Na wschodnim zboczu u podnóża, wśród lasu znajduje się grupa okazałych granitowych skałek.
Cały szczyt i zbocza porasta las świerkowe z domieszką innych gatunków drzew liściastych.
Zbocza poniżej szczytu trawersuje kilka leśnych dróg i ścieżek.
Na wschód od szczytu rozciągają się Karpnickie Stawy.
Wzniesienie położone jest na terenie Rudawskiego Parku Krajobrazowego.

## Turystyka
Na szczyt góry nie prowadzi szlak turystyczny:
- Na szczyt wzniesienia prowadzi zachodnim zboczem ścieżka.